# David Nemeth
Pour les articles homonymes, voir Nemeth.
David Nemeth, né le 18 mars 2001 à Eisenstadt en Autriche, est un footballeur autrichien qui évolue au poste de défenseur central au FC St. Pauli.

## Biographie

### En club
Né à Eisenstadt en Autriche, David Nemeth commence sa carrière professionnelle au SV Mattersburg. Le 25 mai 2019, il joue son premier match en professionnel, lors d'une rencontre de première division autrichienne face au FC Wacker Innsbruck. Il est titularisé et son équipe s'incline lourdement sur le score de quatre buts à zéro.
Le 9 septembre 2020, David Nemeth s'engage avec le club allemand du FSV Mayence. Le 5 octobre suivant il est prêté au SK Sturm Graz. Il joue son premier match pour Sturm Graz le 17 octobre 2020, à l'occasion d'une rencontre de coupe d'Autriche face au VfB Hohenems. Il entre en jeu à la place de Bekim Balaj et son équipe s'impose par deux buts à un. Il fait son retour dans le championnat autrichien le 24 octobre suivant en fêtant sa première titularisation, face au SV Ried. Sturm Graz l'emporte par deux buts à zéro. Le 5 décembre 2020, Nemeth inscrit son premier but en professionnel lors d'une rencontre de championnat face au FK Austria Vienne. Il ouvre le score et son équipe s'impose (0-4 score final). Il fait partie cette saison-là des jeunes joueurs sur lesquels Sturm Graz s'appuie et qui lui permet de lutter pour les premières places du championnat. Le club termine finalement troisième lors de cette saison 2020-2021. Alors que Sturm Graz souhaite le conserver une saison de plus sous forme de prêt le joueur retourne cependant à Mayence.
Lors de l'été 2022, David Nemeth rejoint un autre club allemand en signant en faveur du FC St. Pauli. Le transfert est officialisé le 9 juin 2022.

### En équipe nationale
Sélectionné avec l'équipe d'Autriche des moins de 18 ans de 2018 à 2019, il se fait notamment remarquer pour son premier match en marquant un but, le 6 septembre 2018 contre la Roumanie. Les jeunes autrichiens s'imposent par trois buts à deux ce jour-là.
En mars 2021, il est appelé pour la première fois avec l'équipe nationale d'Autriche, par le sélectionneur Franco Foda.

### Palmarès
FC St. Pauli
- 2. Bundesliga
  - Champion : 2024